# 웨스 채텀
웨스 채텀(Wes Chatham, 1978년 10월 11일 ~ )은 미국의 배우이다.

## 출연 작품
- 이스케이프 플랜 2: 하데스
- 테넷 - 스와트 3 역